# Persone di nome Miloš
| Questa pagina contiene informazioni ricavate automaticamente dalle voci biografiche con l'ausilio del template Bio e di un bot. L'aggiornamento è periodico e automatico e ricostruisce completamente la pagina. Se manca una persona in questa lista, sei pregato di non aggiungerla, ma accertati piuttosto che la sua voce biografica contenga il template Bio e che i dati anagrafici siano correttamente compilati. Se il template Bio manca, inseriscilo tu stesso o, in alternativa, metti l'avviso {{tmp\|Bio}} che ne segnala la mancanza. Se i dati riportati sono sbagliati, correggi direttamente la voce biografica; le modifiche saranno visibili in questa lista entro pochi giorni. Per chiarimenti vedi il progetto antroponimi. La lista contiene solo le 119 persone che sono citate nell'enciclopedia e per le quali è stato implementato correttamente il template Bio. Pagina aggiornata al 16 ott 2024. |

Questa è una lista di persone presenti nell'enciclopedia che hanno il prenome Miloš, suddivise per attività principale.

## Allenatori di calcio(4)
- Miloš Đelmaš, allenatore di calcio e ex calciatore jugoslavo (Belgrado, n. 1960)
- Miloš Hrstić, allenatore di calcio e ex calciatore jugoslavo (Fiume, n. 1955)
- Miloš Milojević, allenatore di calcio e ex calciatore serbo (Knjaževac, n. 1982)
- Miloš Obradović, allenatore di calcio e ex calciatore serbo (Ub, n. 1987)

## Allenatori di pallacanestro(1)
- Miloš Gligorijević, allenatore di pallacanestro serbo (Belgrado, n. 1976)

## Astronomi(1)
- Miloš Tichý, astronomo ceco (Počátky, n. 1966)

## Attori(1)
- Miloš Timotijević, attore serbo (Belgrado, n. 1975)

## Cavalieri(1)
- Miloš Obilić, cavaliere serbo (Piana dei Merli, † 1389)

## Cestisti(16)
- Miloš Babić, ex cestista jugoslavo (Kraljevo, n. 1968)
- Miloš Bobocký, cestista cecoslovacco (Bratislava, n. 1922 - Bratislava, † 2016)
- Miloš Bojović, ex cestista serbo (Belgrado, n. 1981)
- Miloš Bojović, cestista, allenatore di pallacanestro e giornalista jugoslavo (Pristina, n. 1938 - Belgrado, † 2001)
- Miloš Borisov, cestista montenegrino (Bijelo Polje, n. 1985)
- Miloš Dimić, cestista serbo (Leskovac, n. 1989)
- Miloš Glišić, cestista serbo (Banja Luka, n. 1998)
- Miloš Janković, cestista serbo (Čačak, n. 1994)
- Miloš Koprivica, cestista serbo (Sokolac, n. 1995)
- Miloš Lopičić, cestista montenegrino (Cettigne, n. 1990)
- Miloš Nebuchla, cestista cecoslovacco († 2010)
- Miloš Paravinja, ex cestista sloveno (Pola, n. 1979)
- Miloš Pražák, ex cestista e dirigente sportivo cecoslovacco (Praga, n. 1940)
- Miloš Šporar, ex cestista e allenatore di pallacanestro sloveno (Celje, n. 1976)
- Miloš Teodosić, cestista serbo (Valjevo, n. 1987)
- Miloš Vujanić, ex cestista e allenatore di pallacanestro serbo (Loznica, n. 1980)

## Fondisti(1)
- Miloš Bečvář, ex fondista cecoslovacco (Strakonice, n. 1957)

## Giocatori di calcio a 5(1)
- Miloš Vučenović, giocatore di calcio a 5 e calciatore norvegese (n. 1988)

## Nuotatori(1)
- Miloš Milošević, ex nuotatore croato (Spalato, n. 1972)

## Pallanuotisti(3)
- Miloš Ćuk, pallanuotista serbo (Novi Sad, n. 1990)
- Miloš Korolija, ex pallanuotista e allenatore di pallanuoto serbo (Belgrado, n. 1981)
- Miloš Marković, pallanuotista jugoslavo (n. 1947 - Belgrado, † 2010)

## Pallavolisti(5)
- Miloš Antonić, pallavolista serbo (Šabac, n. 1987)
- Miloš Ćulafić, pallavolista montenegrino (Spalato, n. 1986)
- Miloš Nikić, pallavolista serbo (Cettigne, n. 1986)
- Miloš Stojković, pallavolista serbo (Požarevac, n. 1987)
- Miloš Vemić, pallavolista serbo (Novi Sad, n. 1987)

## Pittori(1)
- Miloš Alexander Bazovský, pittore slovacco (Turany, n. 1899 - Trenčín, † 1968)

## Politici(5)
- Miloš Budin, politico italiano (Sgonico, n. 1949)
- Miloš Jakeš, politico cecoslovacco (České Chalupy, n. 1922 - Praga, † 2020)
- Miloš Minić, politico jugoslavo (Preljina, n. 1914 - Belgrado, † 2003)
- Miloš Vučević, politico serbo (Novi Sad, n. 1974)
- Miloš Zeman, politico ceco (Kolín, n. 1944)

## Principi(1)
- Miloš Obrenović I di Serbia, principe serbo (Gornja Dobrinja, n. 1780 - Belgrado, † 1860)

## Registi(1)
- Miloš Forman, regista, sceneggiatore e attore cecoslovacco (Čáslav, n. 1932 - Danbury, † 2018)

## Scrittori(1)
- Miloš Crnjanski, scrittore e poeta serbo (Csongrád, n. 1893 - Belgrado, † 1977)

## Storici(1)
- Miloš Hájek, storico e politico ceco (Dětenice, n. 1921 - Praga, † 2016)

## Triplisti(1)
- Miloš Srejović, ex triplista jugoslavo (n. 1956)

## Vescovi vetero-cattolici(1)
- Miloš Čech, vescovo vetero-cattolico ceco (Liteň, n. 1855 - Varnsdorf, † 1922)

## Senza attività specificata(1)
- Miloš Weingart, slavista e pedagogo ceco (Praga, n. 1890 - Praga, † 1939)